# ソフィー・マルソー/恋にくちづけ
『ソフィー・マルソー/恋にくちづけ』（原題：Joyeuses Pâques）は1984年のフランスの映画。ジョルジュ・ロートネル監督の作品。出演はジャン＝ポール・ベルモンドやソフィー・マルソーなど。
南フランスの高級リゾート地コート・ダジュールを舞台に、プレイボーイである中年実業家とパリの娘の奇妙な触れ合いを描いたコメディとなっている。

## キャスト
| 役名                   | 俳優                       | 日本語吹替                            |
| ---------------------- | -------------------------- | ------------------------------------- |
| ステファン・マルジェル | ジャン＝ポール・ベルモンド | 羽佐間道夫                            |
| ジュリー               | ソフィー・マルソー         | 小山茉美                              |
| ソフィー・マルジェル   | マリー・ラフォレ           | 此島愛子                              |
| マルレーヌ             | ロージー・ヴァルト         | 巴菁子                                |
| ルソー                 | ミシェル・ボーヌ           | 西村知道                              |
| その他                 |                            | 有馬瑞香 田原アルノ 加賀谷純一 小関一 |

※日本語吹替：1987年8月14日 TBS『金曜ロードショー』

## スタッフ
- 監督：ジョルジュ・ロートネル
- 製作：アラン・ベルモンド、アラン・サルド
- 脚本：ジャン・ポワレ、ジョルジュ・ロートネル
- 撮影：エドモン・セシャン
- 音楽：フィリップ・サルド
- 編集：ミシェル・デイビッド

### 日本語版
- 演出：福永莞爾
- 翻訳：入江敦子
- プロデューサー：熊谷国雄
- 制作：ザック・プロモーション